# Aleksandr Nikolaevič Afanas'ev
Aleksandr Nikolaevič Afanas'ev (in russo Александр Николаевич Афанасьев?; Bogučar, 23 luglio [11 luglio del Calendario giuliano] 1826 – Mosca, 5 ottobre [23 settembre del Calendario giuliano] 1871) è stato uno scrittore russo, slavista, folklorista, etnografo, giornalista, storico, noto soprattutto per aver pubblicato quasi 600 fiabe e racconti popolari slavi orientali e russi, una delle più grandi raccolte folkloriste al mondo. La raccolta include storie provenienti dall'allora Impero Russo, con racconti popolari dalle attuali Ucraina e Bielorussia. La prima edizione della sua celeberrima collezione fu pubblicata in 8 volumi dal 1855 al 1867, guadagnandosi la reputazione di essere l'equivalente delle Fiabe dei Fratelli Grimm.

## Biografia
Aleksandr Nikolaevič Afanasjev nacque il 23 luglio 1826 nella città di Boguchar, nel Governatorato di Voronež dell'Impero russo (l'odierna Oblast di Voronezh della Russia), in una famiglia di mezzi modesti. Sua madre Varvara Mikhailovna Afanasjeva proveniva dalla gente comune. Aleksandr era il suo settimo figlio, lei si ammalò gravemente dopo il parto e morì entro la fine dell'anno. I bambini furono allevati dal padre Nikolai Ivanovich Afanasjev, che aveva il grado di consigliere titolare e servì come assistente del pubblico ministero per "cause probabili", in due località di second'ordine, e che Aleksandr descrisse come un uomo di elevate qualità intellettuali e morali, "meritatamente conosciuto come la persona più intelligente dell'intero uezd". Autodidatta, immerso nella vita della provincia russa, egli volle far studiare il figlio, affidandolo a maestri e popi d'una rozzezza tanto caratteristica che Afanas'ev si ricordò più tardi dei suoi anni giovanili quando trascrisse con tanto gusto quei racconti popolari che contenevano elementi satirici sulle scuole, sulle chiese e in genere sul piccolo mondo delle cittadine di provincia del XIX secolo. 
Tre anni dopo la famiglia si trasferì a Bobrov, Voronež, dove Aleksandr trascorse la sua infanzia. Divenne un avido lettore fin da piccolo, avendo accesso alla biblioteca ben fornita lasciata da suo nonno (membro della Società Biblica Russa), nonché a varie riviste.
Nel 1837 fu mandato al ginnasio maschile di Voronež e, nel 1844, entrò alla Facoltà di Legge dell'Università di Mosca, che terminò nel 1848. Frequentò le lezioni di Konstantin Kavelin, degli storici Granovskij e Solov'ëv, i giuristi Redkin e Kavelin, e soprattutto il glottologo, storico della religione e dell'arte Fjodor I. Buslaev, di Stepan Shevjrjov e Osip Bodjanskj. Essi diedero ognuno ad Afanas'ev un incoraggiamento, un modello, un indirizzo. Forte fu su di lui l'impronta della scuola storico-giuridica, che stava allora gettando le basi della moderna concezione dell'evoluzione dello stato russo. Ma più forte l'incitamento, dategli da Buslaev, a guardare alla lingua, alla sua struttura per ritrovarvi la chiave della storia e della coscienza popolare. Si appassionò a vari aspetti, storici, letterari e non soltanto giuridici, dell'intensa vita intellettuale della vecchia capitale, che dava allora i più visibili frutti degli anni '40 e approfondiva in tutte le direzioni il dialogo tra occidentalisti e slavofili, tra romantici hegeliani e nuovi illuministi.
Pubblicò una serie di articoli sull'economia statale ai tempi di Pietro il Grande, sulla Carta giudiziaria di Pskov e su altri argomenti nelle riviste Sovremennik e Otechestvennye Zapiski. Nonostante fosse uno degli studenti più promettenti, non riuscì a diventare professore. Il ministro dell'Illuminismo nazionale, il conservatore conte Sergej Uvarov, che supervisionò gli esami finali, attaccò il saggio di Afanasjev che discuteva il ruolo dell'autocrazia nello sviluppo del diritto penale russo durante il XVI e XVII secolo.
Nel 1849, Afanas'ev trovò il lavoro che gli si confaceva. Funzionario dell'Archivio centrale del Ministero degli Esteri, poté dedicarsi con passione alla pubblicazione di antiche carte e, insieme, godere di molto tempo libero. Scrisse così di storia della letteratura russa, di bibliografia; articoli minuti e precisi che dimostrano una tempra di ricercatore e studioso, ma che non hanno nulla di geniale. Tutto il calore dell'animo suo e la genialità del suo spirito si concentrava su un compito nuovo e appassionante: raccogliere, pubblicare e interpretare i racconti del popolo russo.
Diede mano al lavoro appena terminata l'università. Trovò un vasto materiale già trascritto dal celebre lessicografo Dal', altro se ne procurò egli stesso dalla viva voce dei contadini, né mai si stancò di raffrontare tutto quanto riuscì così a mettere insieme. Quando cominciò a pubblicare le sue raccolte non esisteva in Russia che qualche modesto tentativo di offrire una raccolta di racconti popolari, come quello di I. P. Sacharov, pubblicato nel 1841. Un minimo di pratica filologica bastava a scoprire che si trattava di compilazioni senza alcun valore artistico o scientifico. È facile perciò comprendere l'eco profonda che accompagnò la pubblicazione di Afanas'ev, scaglionata per un periodo di nove anni, dal 1855 al 1864, in otto volumetti. Per la prima volta si poterono leggere nel loro assieme, in una versione fedele e vivace, quelle favole che per secoli avevano accompagnato la vita dei contadini, che le balie avevano raccontato ai giovani figli dei signori, che erano state stampate talvolta su fogli volanti che i muziki si erano comperati al mercato, ma che solo l'animo e la cultura romantica di Afanas'ev portavano ora alla luce della letteratura russa. Né l'eco doveva più smorzarsi nel secolo che oramai è passato dai primi tentativi di Afanas'ev per pubblicare la sua raccolta. Dalle discussioni scientifiche allora suscitate nelle riviste come il Sovremennik ("Il Contemporaneo") ai musicisti russi e infine alla visibile impronta che queste favole hanno lasciato nel mondo poetico di Esenin, il riecheggiamento è stato vario e continuo.
Seguendo le tracce dei fratelli Grimm - di cui egli studiò le opere con particolare attenzione - anche Afanas'ev cercò di penetrare fino al significato primitivo, religioso e mitologico delle favole che aveva raccolto. In una sua opera altrettanto fantastica quanto mirabile per larghezza di conoscenze e per acute singole intuizioni, egli cercò di ricostruire le "concezioni poetiche degli slavi sulla natura" e di studiare tutti quegli elementi dei racconti popolari che potevano essere interpretati come trasposizioni dei fenomeni della natura, sole, stelle, pioggia, acqua e tempesta. Tutta la sua concezione, che egli derivava dal romanticismo tedesco, è stata giustamente criticata ed è ormai un curioso documento della cultura europea del secolo scorso. Ma questa continua ricerca di una primitiva rivelazione nei racconti l'aveva portato a considerare e a valutare ogni parola, ogni frase, ogni inflessione di questi racconti. Preziosi essi divennero passando per le sue mani e preziosi sono ancor oggi quando tutto un secolo di lavoro ha ormai trasformato le nostre idee sul folclore, sul suo significato e anche sul modo di raccogliere il materiale stesso.
Tutta la sua vita si riassunse così in questa sua opera. Fino alla morte, avvenuta nel 1871, Afanas'ev si dedicò esclusivamente allo studio della vita popolare. Ciò non gli impedì di subire il contraccolpo delle persecuzioni politiche iniziate contro gli elementi radicali nel 1862. Per essersi incontrato con quel Kel'siev che cercava di prender contatti con il mondo dei raskol'niki, delle sètte religiose, per introdurvi le idee di Herzen, anche Afanas'ev fu obbligato ad abbandonare il suo posto all'Archivio del Ministero degli Esteri e gli si proibì in futuro di occupare un qualsiasi impiego statale. L'ultima decade della sua vita egli la trascorse dedicandosi a preparare e pubblicare una sempre migliore edizione dei suoi racconti e ad altri lavori letterari. La sua fama era ormai assicurata ed egli era diventato una figura rappresentativa di quel periodo che vide la spinta romantica trasfondersi nella speranza delle grandi riforme e l'amore per il linguaggio del popolo diventare alimento del nascente movimento democratico.
Nel 1860 Afanas'ev compì un viaggio in Germania, Svizzera e Italia. Quest'ultima venne visitata nel periodo del risorgimento, e il suo epistolario testimonia della simpatia con cui egli osservava gli avvenimenti italiani di quel periodo: la liberazione dello Stato Italiano dai domini dall'Austria, ed alla spedizione avviata da Garibaldi conclusasi con l'incontro del Re Vittorio Emanuele II.

## Edizioni italiane delle Fiabe
- Antiche fiabe russe, traduzione di Gigliola Venturi, Prefazione di Franco Venturi, Torino, Einaudi, 1953. - Milano, CDE, 1990.
- Fiabe russe proibite, a cura di Pia Pera, con un saggio introduttivo di Boris Andreevic Uspenskij e le Note comparative attribuite a Giuseppe Pitrè, Milano, Garzanti, 1990, ISBN 978-88-115-9802-2. - Milano, CDE, 1991; Collana Gli elefanti, Garzanti, 1992, ISBN 978-88-116-6652-3; Collana I grandi libri, Garzanti, 2019, ISBN 978-88-116-0522-5.
- Fiabe popolari russe, Cura e trad. di Luisa De Nardis, Roma, Newton Compton, 1994.
- Fiabe russe, traduzione di Eridano Bazzarelli, Emanuela Guercetti ed Erica Klein, a cura di E. Bazzarelli, Collana BUR Classici n.1259, Milano, Rizzoli, 2000, ISBN 978-88-171-7261-5. - Collezione I Classici della Fiaba, Milano, Fabbri Editori, 2001.